# 羅斯鎮區 (堪薩斯州切羅基縣)
羅斯鎮區（英語：Ross Township）為美國堪薩斯州切羅基縣的鎮區。2010年美国人口普查中該鎮區人口有782人。

## 地理
羅斯鎮區涵蓋面積140.67平方（54.31平方英里），境內設有兩座城市：羅斯蘭和西米納勒爾。米納勒爾湖（Mineral Lake）坐落於此鎮區。

### 墓園
根據美國地質調查局的資料，此鎮區擁有1座墓園：
- Edgmand墓園

## 人口統計
根據2010年美國人口普查，羅斯鎮區人口有782人，住房373戶，人口密度為5.56人/每平方公里。此鎮區居民之種族有93.22%為白人；0%為非裔美洲人；2.69%為美洲原住民；0%為亞洲人；0%為太平洋島民；0%為其他種族；另外有4.09%為混血種族。而西班牙裔或拉丁裔美洲人佔此鎮區人口的0.9%。

## 外部連結
- City-Data.com （页面存档备份，存于）